# کلیسای جامع شهیدان مقدس، گیومری
کلیسای جامع شهیدان مقدس (ارمنی: Սրբոց Նահատակաց եկեղեցի; انگلیسی: Cathedral of the Holy Martyrs) یک کلیسای جامع حواری ارمنی واقع در خیابان پیروزی شهر گیومری، در استان شیراک، ارمنستان می‌باشد. ساخت و ساز این ساختمان میانه سال ۲۰۱۵ میلادی؛ به پایان رسید. این بنا به سبک معماری ارمنی طراحی شده‌است. معمار این بنا Hakob Jivanyan است